# Рейна Андраде, Хосе Мариа
Хосе Мариа Рейна Андраде (исп. José María Reyna Andrade; 1 ноября 1860 — 25 апреля 1947) — гватемальский государственный и общественный деятель, юрист.
Единственный гражданин Гватемалы, который занимал высшие должности трех ветвей власти: исполнительной, законодательной и судебной.

## Биография
Изучал право в Университете Сан-Карлос. Работал адвокатом, нотариусом, избирался депутатом парламента Гватемалы.
Министр внутренних дел и юстиции Гватемалы в 1905—1916 годах. Занимался расследованием покушения на президента Мануэля Эстрада Кабреры.
В 1924—1927 годах — спикер Конгресса Республики Гватемала.
После государственного переворота в декабре 1930 года, поддержанного тремя либеральными партиями, существовавшими на тот период в стране, Соединенные Штатов в лице государственного секретаря Генри Стимсона осудили военный переворот как неконституционный и потребовали смещения лидера мятежников Мануэля Орельяна. Узурпация власти в Гватемале также вызвала протест значительной части населения страны. Вскоре администрация США во главе с президентом Гербертом Гувером заявила, что не признает его президентства. Послом США Шелдоном Уайтхаусом был предъявлен ультиматум с угрозой вторжения американских пехотинцев.
31 декабря 1930 года парламент утвердил первым заместителем президента Хосе Мариа Рейну Андраде и возложил на него исполнение обязанностей главы государства. Он оставался у власти, до выборов, которые члены Либеральной партии использовали для достижения власти, посадив в президентское кресло своего ставленника Хорхе Убико-и-Кастаньеду.
Оставил свой пост 14 февраля 1931 года.